# Voisenon (Sena i Marne)
Voisenon és un municipi francès, situat al departament de Sena i Marne i a la regió de Illa de França. L'any 2007 tenia 1.108 habitants.
Forma part del cantó de Melun, del districte de Melun i de la Comunitat d'aglomeració Melun Val de Seine.

## Demografia

### Població
El 2007 la població de fet de Voisenon era de 1.108 persones. Hi havia 360 famílies, de les quals 48 eren unipersonals (16 homes vivint sols i 32 dones vivint soles), 108 parelles sense fills, 156 parelles amb fills i 48 famílies monoparentals amb fills.
La població ha evolucionat segons el següent gràfic:
Habitants censats

### Habitatges
El 2007 hi havia 378 habitatges, 372 eren l'habitatge principal de la família i 6 estaven desocupats. 361 eren cases i 17 eren apartaments. Dels 372 habitatges principals, 330 estaven ocupats pels seus propietaris, 36 estaven llogats i ocupats pels llogaters i 6 estaven cedits a títol gratuït; 13 tenien dues cambres, 24 en tenien tres, 105 en tenien quatre i 230 en tenien cinc o més. 308 habitatges disposaven pel capbaix d'una plaça de pàrquing. A 133 habitatges hi havia un automòbil i a 220 n'hi havia dos o més.

### Piràmide de població
La piràmide de població per edats i sexe el 2009 era:
| Homes | Edats   | Dones |
| ----- | ------- | ----- |
| 0     | 95 o +  | 4     |
| 0     | 90 a 94 | 12    |
| 0     | 85 a 89 | 4     |
| 4     | 80 a 84 | 8     |
| 4     | 75 a 79 | 4     |
| 20    | 70 a 74 | 24    |
| 12    | 65 a 69 | 20    |
| 44    | 60 a 64 | 20    |
| 40    | 55 a 59 | 36    |
| 40    | 50 a 54 | 44    |
| 20    | 45 a 49 | 56    |
| 44    | 40 a 44 | 44    |
| 44    | 35 a 39 | 32    |
| 20    | 30 a 34 | 28    |
| 28    | 25 a 29 | 24    |
| 28    | 20 a 24 | 16    |
| 56    | 15 a 19 | 32    |
| 52    | 10 a 14 | 44    |
| 32    | 5 a 9   | 16    |
| 16    | 0 a 4   | 12    |

## Economia
El 2007 la població en edat de treballar era de 796 persones, 523 eren actives i 273 eren inactives. De les 523 persones actives 503 estaven ocupades (262 homes i 241 dones) i 20 estaven aturades (4 homes i 16 dones). De les 273 persones inactives 86 estaven jubilades, 133 estaven estudiant i 54 estaven classificades com a «altres inactius».

### Ingressos
El 2009 a Voisenon hi havia 364 unitats fiscals que integraven 1.015,5 persones, la mediana anual d'ingressos fiscals per persona era de 26.358 €.

### Activitats econòmiques
Dels 28 establiments que hi havia el 2007, 1 era d'una empresa alimentària, 1 d'una empresa de fabricació d'altres productes industrials, 7 d'empreses de construcció, 2 d'empreses de comerç i reparació d'automòbils, 3 d'empreses de transport, 3 d'empreses d'hostatgeria i restauració, 1 d'una empresa d'informació i comunicació, 3 d'empreses immobiliàries, 4 d'empreses de serveis, 1 d'una entitat de l'administració pública i 2 d'empreses classificades com a «altres activitats de serveis».
Dels 8 establiments de servei als particulars que hi havia el 2009, 3 eren lampisteries, 1 electricista, 2 empreses de construcció i 2 restaurants.
L'únic establiment comercial que hi havia el 2009 era una fleca.
L'any 2000 a Voisenon hi havia 3 explotacions agrícoles.

## Equipaments sanitaris i escolars
El 2009 hi havia una escola elemental integrada dins d'un grup escolar amb les comunes properes formant una escola dispersa. Voisenon disposava d'un col·legi d'educació secundària amb 806 alumnes.

## Poblacions més properes
El següent diagrama mostra les poblacions més properes.